# Марк Корнелий Фронтон
Марк Корнелий Фронтон (на латински: Marcus Cornelius Fronto; * 100; † 170) е политик и сенатор на Римската империя през 2 век. Той е граматик, ретор и адвокат.
Роден е в италианска фамилия в Цирта в Нумидия. Брат е на Квинт Корнелий Квадрат (суфектконсул 147 г.). Пристига в Рим по времето на император Адриан и печели име на много добър оратор и адвокат. Император Антонин Пий го взема за учител на синовете си.
През 142 г. той е суфектконсул два месеца заедно с Гай Лаберий Приск. Отказва да стане проконсул на Азия по здравословни причини. Следващите години той губи всичките си деца освен една дъщеря.